# 應世虞
應世虞（16世紀—17世紀），字子韶，號圖南，浙江台州府仙居縣人，明朝政治人物。

## 生平
應世虞是萬曆四十年（1612年）壬子科浙江鄉試舉人，四十一年（1613年）和四十四年（1616年）連中會試副榜，授新昌教諭，天啟二年（1622年）陞徐聞知縣，六年內有廉明聲譽。有縣民的女兒某天看到白馬群入地，女兒向父親訴說其見聞後掘開土地發現一堆黃金，是漢朝馬援陪葬的金錢，父親喜悅的對女兒說：「待你長大後平分。」女兒出嫁，父親吝嗇金錢，女兒心懷不滿而告上公堂，知縣換了三位也只是含糊其辭，他到任後立刻召來女兒諭以父女天性，不應傷及養育之恩，又秘密勸父親拿回金錢平分結案，父女最終相見如初。
天啟四年（1624年）任甲子科廣東鄉試同考官，船到達蜆岡時夜半遇上風暴沉沒，他茫然倒在船艙一板，坐著如有二人拉著雙腳，天亮時有人聽到覆舟內有人聲，於是鑿開船底，他因此獲救，當夜夢見母親吳氏對他說：「你瀕死而得生，應該數世不食牛報答。」於是他為政更清廉、用刑更簡單，寫下《牛禁》一書警世，陞雷州同知致仕回鄉，年八十六歲卒，有《鵾化草》一書流傳。

## 引用
1. 1 2  光緒《仙居志·卷十三·人物志上》：應世虞，字子韶，號圖南，仙居人，萬厯壬子舉人，會試兩置副榜，謁選授新昌敎諭，天啟二年知徐聞縣，蒞任六載以廉明稱，先是徐民有幼女日晴晡窺園，見白馬群入地中歸語父，父與女荷鍤得金一藏，漢馬援所瘞物也，父喜謂女：「俟若長中分之。」及嫁父嗇其奩，女大怨望白諸官，漸聞於上，問官三易各厭所欲含糊置之，世虞下車喚女，諭以父子天性，恩不容傷，密勸其父分之金出讞章以結其案，父子乃相見如初。甲子鄉試調充簾官，舟至蜆岡，夜半遇風暴而覆，從者盡溺，世虞茫然倒緣下倉一板而坐，若有二人擎其足者，平明岸傍聞覆舟內有人聲，鑿船底出之，是夕夢母吳氏謂曰：「汝濱死而得生，數世不食牛，報也。」世虞因是政益清、刑益簡，著《牛禁》一書以警世，陞雷州府同知致仕歸，年八十六卒，著有《鵾化草》 鄭府志仕進。
2. ↑  民國《台州府志·卷一百零九·人物傳十》：應世虞，字子韶，號圖南，仙居人，萬曆四十年舉人，會試兩置副榜，選新昌敎諭，陞徐聞知縣，民有幼女日晴晡窺園，見白馬群入地中歸語父，父與女荷鍤得金一藏，漢馬援所瘞物也，父喜謂女：「俟若長中分之。」及嫁父嗇其奩，女大怨望白諸官，問官三易各厭所欲不為決，世虞下車喚女，諭以父子天性，恩不容傷，密勸其父分之金立為判結，父子如初，陞雷州同知致仕歸 康熙志，卒年八十六，著有《鵾化草》、《牛禁書》 康熙縣志。